# Махнич, Антон
Антон Махнич (хорв. Anton Mahnič; 14 сентября 1850 в Кобдиле, Горица и Градишка, Австрийская империя — 30 декабря 1920 в Загребе, Королевство сербов, хорватов и словенцев) — хорвато-словенский священник, политик, богослов, философ. Один из важнейших представителей католического движения в Хорватии. 

## Биография
Родился в Кобдиле (нынешняя Словения). Изучал богословие в Вене, позднее был священником и богословом в Гориции. Уже там он начал развивать общественно-политическую деятельность, основав газету «Римский католик», в которой излагал свои идеи и публиковал призывы к активным прихожанам собираться в католические организации. Опасаясь его влияния на словенское население, в конце XIX века австрийские власти приняли решение назначить его епископом за пределами Словении, и в 1896 году он стал епископом Крка.
В первые годы жизни в Хорватии Махнич открыл типографию, стал главой молодежного католического движения и приступил к изданию газеты «Народный друг». Главным объектом его деятельности стали критика либерализма и распространение среди хорватов идей римско-католической церкви. Он играл основную роль в работе Хорватского католического движения, являясь его главным идеологом. В период с 1900 по 1913 год Махнич основал несколько крупных журналов, вёл активную просветительскую деятельность в области христианства. Его взгляды отличались радикальностью: он не признавал как церковных и национальных, так и философских и культурных идей, шедших вразрез его мировоззрению. После Первой мировой войны он стал приверженцем объединения хорватских, словенских и сербских территорий и национальной консолидации хорватов, а также выступал за сближение православных сербов с католицизмом, видя в этом «противоядие от германского империализма».
В 1919 году Махнич тяжело заболел и попросил итальянских властей, оккупировавших Крк, о лечении в Загребе. Тем не менее, обманным путем он был вывезен ими в Рим, где прожил в нищете почти целый год. В 1920 году архиепископ Загреба Антун Бауэр поселил тяжелобольного священника у себя дома, а 14 декабря того же года Махнич скончался. Похоронен в церкви святого Франциска Ксаверия в Загребе. В 2002 году его останки были перевезены на остров Крк. В 2013 году начался процесс беатификации Махнича.